# Fernán Pérez de Guzmán
Fernán Pérez de Guzmán (Batres, 1377/1379 körül – Batres, 1460) spanyol költő, történetíró, a spanyol reneszánsz előfutára.

## Élete
A kasztíliai királyi udvarhoz tartozott, rokona volt a két költőnek és nagyúrnak, Pedro López de Ayala kasztíliai nagykancellárnak és Santillana márkinak. Ott volt a higueruela-i csatában (1431), részt vett a királyi udvar politikai harcaiban, szemben állt II. János kasztíliai király favoritjával, Álvaro de Lunával. 56 éves korában kegyvesztett lett, elhagyta az udvart és visszavonult birtokára, Batresbe. 1450 körül ott írta meg maradandó értékű történeti művét (Mar de historias, Történetek tengere), de csak 1512-ben adták ki. Életében népszerű, de később feledésbe merült verseit Lisszabonban nyomták ki 1564-ben.

## Irodalmi munkássága

### Költeményei
Korának egyik legtermékenyebb, sokoldalú írója volt. Kezdetben lírai, szerelmi dalokat írt, majd a komoly alaphang vált uralkodóvá műveiben. Ez jellemzi rímes mondásainak gyűjteményét (Proverbios) és vallásos-moralizáló verseinek hosszú sorát is, mint pl. a négy fő erényről írt allegorikus költeményt (Cuatro virtudes cardinales). Didaktikai célú összeállítást készített Seneca, Cicero, Boethius és más klasszikus szerzők mondásaiból (Floresta de los filósofos). A spanyol történelem nagyjain tekintett végig Loores a los claros varones de España című dicsőítő elbeszélő költeményében. 

### Prózai munkája
Jelentősebb másik történeti munkája, a prózában írt Mar de historias (Történetek tengere). Ez Giovanni Colonna itáliai történetíró (1298 k. – 1343 k.) azonos című Mare historiarum műve alapján készült. Az itáliai szerzőtől átvett első két rész kevésbé érdekes és nem teljesen eredeti alkotás. Az első rész a híres császárok, királyok és hercegek, a második a bölcsek és a szentek portréinak galériája; ókori és kora-középkori hősök, valóságos vagy költött személyek (Nagy Sándor, Iulius Cézár, Nagy Károly, Artúr király és a Szent Grál lovagjai, Bouillon Gottfried, stb. történeteiből áll.
Legérdekesebb a munka harmadik, gyakorlatilag önálló része (Las generaciones y semblanzas, azaz Nemzedékek és látszatok?), melyben Perez de Guzmán kortársainak portréit adja. 35 életrajzból álló gyűjtemény, köztük a két kasztíliai király: III. Henrik és II. János portréja és udvaruk előkelőségei, Lancasteri Katalin kasztíliai királyné, Santillana márki, Enrique de Villena és mások, akiket személyesen ismert a szerző. Előszavában a történetíró feladatát komoly kötelességként írja le, amihez tartja magát. A középkori krónikáktól eltérően, melyek a történelmi alakokat idealizálva ábrázolták, Perez de Guzmán a személyek egyéni jellemrajzát adja. Alakjait pontosan, hűen eleveníti meg, az események és a kor harcainak megítélésben igyekszik elfogulatlan lenni. Az egész munkát mérséklet és sztoikus belenyugvás hatja át, világos, nyugodt előadás jellemzi. A munkát a 15. századi spanyol próza legszebb darabjai között tartják számon.